# Раввин
Равви́н, Рав, Рабби (от др.-евр. רבי‬ — «господин мой», «учитель мой») — в иудаизме учёное звание, обозначающее квалификацию в толковании Торы и Талмуда. Присваивается по получении иудейского религиозного образования; даёт право возглавлять конгрегацию или общину, преподавать в иешиве и быть членом религиозного суда (бейт дин). Раввин не является священнослужителем. В реформистском и консервативном течениях иудаизма раввином может быть и женщина.

## Этимология
В русский язык слово «раввин» вошло из церковнославянского, куда пришло из греческого ραββι — «равви» или «рабби». В иврите слово «рабби» («господин мой», «учитель мой») раскладывается на основу «рав» («великий», «господин») и притяжательный суффикс «-и» («мой»).
В Новом Завете слово «рабби» используется в отношении «книжников и фарисеев», а также к Иисусу. Ряд форм этого слова в разных еврейских диалектах и греческом — «рав» (ивр. רב‎); в вавилон. иуд. -арам. и позднее в палестин.иуд.-арам. — «рабби» (ивр. רבי‎), от которого происходит слово «раббуни» (ивр. רבוני‎; греч. ραββουνι); в идиш — «ров/рув» (רבֿ‎); перед собственным именем — «хa-рав» (ивр. הרב‎).
В Танахе др.-евр. רב‬ используется в значении «начальник». Таргум Онкелоса в таких конструкциях, как «тысяченачальники» и «стоначальники» (например в Исх. 18:21) переводит на арамейский с иврита שרי‬ (сарей, «…-начальники») как רבני (рабаней).
Слово גברתי‬ («госпожа моя»), относящееся к Саре-праматери в книге Бытия (16:8), Таргум Онкелоса переводит на арамейский как רבנתי («риббанти», дословно — «госпожа моя»).

## Происхождение
Обряд посвящения в раввины именуется «смиха» (ивр. סְמִיכָה‎, дословно — ««покрывание, рукоположение»»). Исторически известны и другие формы посвящения в раввины. В ортодоксальном иудаизме в раввины посвящают только мужчин; в консервативном — преимущественно мужчин и в редких случаях женщин, в реформистском иудаизме раввинами могут быть как мужчины, так и женщины. Первой рукоположённой женщиной-раввином в 1930-х годах стала Регина Йонас.
В еврейском праве с идеей теократии, которая является основой еврейской религии, право и религия являются идентичными, результатом чего регулирование споров было не только юридическим вопросом, но также и религиозным. Это отождествление закона с религией подразумевало то, что судьи должны были обладать не только юридическими знаниями и квалификацией, но также они должны были иметь духовную квалификацию, и назначение судей было не только гражданской церемонией, но и религиозной церемонией. Эта идея является корнем смихи, и исходя из этого мы можем начать понимать полное её значение[что?].
С момента рукоположения посредством смихи судья получал духовное одобрение носить свою высокую должность, и с того момента, когда исполнения его обязанностей становилось религиозным актом, мы можем лучше понимать интерпретацию талмудического «Когда еврейский суд находится на заседании, Божественное присутствие находится среди судей» (Б. Сангедр. 7).
В современном Израиле раввин также — государственный чиновник, служащий раввината города и страны, ответственный за предоставление культовых услуг населению.
В некоторых странах (Израиль, Франция, Великобритания, Россия, Украина и т. д.) у иудеев ортодоксального течения иудаизма существует титул главного, или верховного раввина, который не имеет отношения к Галахе или другим версиям иудейского закона. В Израиле его назначением занимается Главный раввинат Израиля. В России и Украине главный раввин имеется также у приверженцев реформистского иудаизма.
Современные религиозные евреи вместо слова «раввин» употребляют ивритское «рав», возможно, из-за отрицательных ассоциаций с казёнными раввинами, а возможно из общей тенденции гебраизировать еврейские религиозные понятия.
В среде ашкеназских евреев раввина называют ребе, жену раввина — «ребецн» или «ребецин»; также имеется ивритское слово «рабанит», которое используется в Израиле.
В современном иудаизме нет института священства (в православном или католическом понимании, священник — это человек, облечённый правом совершать таинства). Понятие священства или жречества в иудаизме возможно только в связи с Иерусалимским храмом, где осуществлялись жертвоприношения наследственными жрецами-коэнами. После разрушения Иерусалимского храма коэны утратили большинство своих функций, хотя в иудаизме сохраняется особое отношение к ним. В частности, за ними закреплены некоторые преференции в синагогальной службе и в обыденной жизни (право быть первым вызванным к чтению свитка Торы или к молитве и др. — см. Шулхан арух).

## Оплата
В древности те, кто выполнял функции раввина, такие как рассмотрение судебных дел или преподавание Торы ученикам, не получали компенсации за свои услуги. Работавшие раввином также имели другие профессии, чтобы прокормить себя и свои семьи, среди которых: дровосек, производитель сандалий, плотник, водонос, фермер и кожевник. Уважаемый учёный, раввин Цадок, сказал: «Никогда не используйте Тору в качестве лопаты для копания». Это означало, что раввин никогда не должен использовать свои знания Торы для неуместных целей, таких как получение вознаграждения. Тем не менее, как почётные члены общества, мудрецы Торы получали ряд привилегий и исключений, которые несколько облегчили их финансовое бремя. К ним относятся такие вещи, как освобождение от уплаты налогов с коммунальных сборов, преимущества в торговле, получение персональных услуг от своих учеников (шимуш талмедей хахамим), тихое деловое партнёрство с состоятельными торговцами, и дополнительный сбор, который заменял их потерянный заработок, когда им пришлось уйти с работы, чтобы выполнить функцию раввина (сехар батталах).
В период Гаонов (ок. 650—1050) мнения о компенсации изменились. Считалось неуместным, чтобы лидеры еврейской общины появлялись на рынке в качестве рабочих или продавцов товаров, а руководство еврейской общиной становилось занятием на полный рабочий день. В этих условиях гаоны собирали налоги и пожертвования в стране и за рубежом для финансирования своих школ (иешивот) и выплачивали заработную плату учителям, должностным лицам и судьям еврейской общины, которых они назначили. Моисей Маймонид (Рамбам, 1135—1204), который содержал себя как врач, подтвердил традиционную точку зрения о предоставлении услуг раввина еврейской общине без компенсации. Это остаётся идеалом. Но обстоятельства изменились. Еврейские общины требовали раввинов на полную ставку, и сами раввины предпочитали проводить дни, изучая и обучая Торе, а не работая в светской торговле.
К XV веку для еврейских общин стало нормой выплачивать компенсацию своим раввинам, хотя в договоре раввина вполне может быть ссылка на «плату за отстранение от работы» (сахар батталах), а не на зарплату, как если бы он отказывался от заработной платы от светской работы. Размер заработной платы варьировался в зависимости от размера обслуживаемой общины: раввины в крупных городах получали хорошую компенсацию, а раввины в небольших городах могли получать небольшую премию. Раввины могли дополнять свои доходы, участвуя в связанных с ними функциях и принимая за них плату, например, служа в качестве писца, нотариуса и архивариуса, преподавая в начальной школе или в иешиве, издавая книги, рассматривая гражданские споры и т. д.
С созданием раввинских семинарий в XIX веке, раввинат получил определённую степень профессионализации. В настоящее время рукоположенный выпускник раввинской семинарии, которая связана с одной из современных ветвей иудаизма сможет стать раввином, учителем, капелланом, социальным работником и т. д. Как и любой современный специалист, он будет договариваться об условиях работы с потенциальными работодателями и подписывать контракт с указанием обязанностей, продолжительности службы, зарплаты, пособий, пенсий и тому подобного. Зарплата и пособия раввина в развитых странах, как правило, аналогичны зарплатам других современных специалистов, таких как юристы и бухгалтеры, с аналогичным уровнем последипломного образования. Также можно работать раввином неполный рабочий день, например, в синагоге с небольшим количеством членов. В этом случае заработная плата раввина будет пропорциональна оказанным услугам, и он, вероятно, будет иметь дополнительную работу за пределами синагоги.

## В Новом Завете
Слово «рабби» («учитель») встречается в Евангелии от Матфея, слово «раббуни» («учитель») в Евангелии от Иоанна.
- Угловой штамп раввина Харькова, 1903
- Раввин-литвак Моше Файнштейн

## Антропонимы
- Рабин